# Jean Duvieusart
Jean Pierre Duvieusart (Les Bons Villers, 10 aprile 1900 – Charleroi, 11 ottobre 1977) è stato un politico belga.
È stato Primo Ministro del Belgio dall'8 giugno al 15 agosto 1950 e Presidente del Parlamento europeo dal 1964 al 1965.